# Unusual Heat
Unusual Heat ist das siebte Studioalbum der amerikanisch-britischen Rockband Foreigner. Es wurde am 14. Juni 1991 von ihrem Musiklabel Atlantic Records veröffentlicht.

## Hintergrund
Das Album wurde in sieben verschiedenen Studios im US-Bundesstaat New York sowie in England aufgenommen. Es wurde von Terry Thomas und Mick Jones produziert und war das einzige Album mit Leadsänger Johnny Edwards. Edwards, der bereits für Montrose gesungen hatte, hatte 1990 Lou Gramm ersetzt, der die Band verlassen hatte. Edwards hatte auch für seine Band Wild Horses gesungen. Obwohl der Sängerposten bei Foreigner durchaus lukrativ war, hatte Edwards gezögert, seine Band zu verlassen. Jones hielt jedoch an seinen Plänen fest und arbeitete lieber mit einem unbekannteren Sänger als mit Kandidaten mit einem „großen Namen“.

## Titelliste
Alle Stücke wurden von Mick Jones, Johnny Edwards und Terry Thomas geschrieben, wenn nicht anders angegeben.
| Nr. | Titel                     | Autor(en)                             | Länge |
| --- | ------------------------- | ------------------------------------- | ----- |
| 1.  | Only Heaven Knows         |                                       | 4:47  |
| 2.  | Lowdown and Dirty         |                                       | 4:21  |
| 3.  | I’ll Fight for You        |                                       | 6:02  |
| 4.  | Moment of Truth           |                                       | 4:25  |
| 5.  | Mountain of Love          |                                       | 4:37  |
| 6.  | Ready for the Rain        | Edwards, Jeff Northrup, Jones, Thomas | 5:02  |
| 7.  | When the Night Comes Down |                                       | 4:43  |
| 8.  | Safe in My Heart          | Jones                                 | 4:32  |
| 9.  | No Hiding Place           |                                       | 3:55  |
| 10. | Flesh Wound               |                                       | 4:17  |
| 11. | Unusual Heat              |                                       | 4:32  |

## Rezeption

### Rezension
AllMusic bewertete das Album mit drei von fünf Sternen. Joe Viglione schrieb: „With Rick Willis on bass, Dennis Elliot playing drums, Mick Jones on guitar/keyboards, and the debut of Johnny Edwards from King Kobra and Buster Brown on vocals, the 1991 version of Foreigner actually was better than one would expect.“ Die Band könne auf das Album stolz sein, es sei eine „interessante Ergänzung“ zum Foreigner-Katalog.

### Charts und Chartplatzierungen
| ChartsChartplatzierungen       | Höchstplatzierung | Wochen |
| ------------------------------ | ----------------- | ------ |
| Deutschland (GfK)              | 13 (16 Wo.)       | 16     |
| Österreich (Ö3)                | 30 (5 Wo.)        | 5      |
| Schweiz (IFPI)                 | 8 (14 Wo.)        | 14     |
| Vereinigtes Königreich (OCC)   | 56 (1 Wo.)        | 1      |
| Vereinigte Staaten (Billboard) | 117 (9 Wo.)       | 9      |

| ChartsJahrescharts (1991) | Platzierung |
| ------------------------- | ----------- |
| Schweiz (IFPI)            | 40          |